# ドラッグオンドラグーン3
『ドラッグオンドラグーン3』（DRAG-ON DRAGOON 3）は、2013年12月19日にスクウェア・エニックスから発売されたPlayStation 3用ゲームソフト。

## 概要
『ドラッグオンドラグーン』（以下『DOD』）シリーズの3作目となるアクションRPG。2005年にリリースされた前作『ドラッグオンドラグーン2 封印の紅、背徳の黒』から約8年半ぶりの新作であり、シリーズ10周年の記念作品にもなっている。それを記念して通常版の他に「DRAG-ON DRAGOON 10周年記念BOX」という限定版も発売されており、こちらにはゲームソフトのほかに、過去作の設定資料を再録した書籍『ドラッグオンドラグーン ワールドインサイド』やDLCコードなどが収められている。
2013年3月14日に年内発売を目標に開発中であることがスクウェア・エニックスから発表され、同年6月27日に詳細な発売日は2013年10月31日であると報じられていたが、2013年8月22日になって「クオリティアップを図るため」として発売の延期が発表され、約2か月後の2013年12月19日に発売されることとなった。
なお開発は前作までを担当したキャビアではなくアクセスゲームズへと変更されているが、ヨコオタロウ（『DOD1』ディレクター）や柴貴正(『DOD1』『DOD2』プロデューサー)、藤坂公彦（『DOD1』『DOD2』キャラクターデザイン）といったメインスタッフは続投している。
シリーズの特徴とも言える陰鬱で凄惨なシナリオは受け継ぎながらも、これまでとは違ってコミカルでギャグの要素が強い展開や演出が多く見られる。

## ゲームシステム

### 基本
主人公ゼロを操作し、ステージ上に配置された敵を殲滅していくことで物語を進めていく。地上戦では使徒を最大2人までNPCとして同行させて戦うことができるほか、地上決戦と上空戦ではドラゴンに騎乗して戦うことができる。
『DOD1』同様にワールドマップと呼ばれるものは無く、「ブックセレクタ」から任意の「ストーリーミッション」もしくは「アコールの依頼」と呼ばれるミッションを選択して進めるというステージクリア制が取られている。なおステージの内容は広大なマップに出現する敵を撃破していくという所謂「無双系アクション」だった『DOD1』『DOD2』とは違い、一本道となっている。ステージはいくつかのブロックに分けられており、現在居るブロックの敵を殲滅すると次のブロックへ進める、というような流れとなっている。
ブックセレクタ
メインメニュー。挑戦するステージの選択のほか、使用する武器の強化や選択、同行させる使徒の選択、アイテムの購入などが行える。
ストーリーミッション
メインシナリオ。複数の章や節から成り、クリア済みのステージであれば何度でも再挑戦することができる。
アコールの依頼
サブクエスト。アコールからの依頼を受け、所望の物品を回収する。クリアすると経験値や金銭といった成功報酬のほか、初回のみ回復アイテムの所持数増加や素材・武器の入手などの特別報酬が獲得できる。依頼内容は宝箱の回収、アイテムの回収、給料日、サバイバルの4種類が用意されており、多くの場合で通常の戦闘とは違い使用できる武器カテゴリや挑戦時間に制限が設けられている。

### 戦闘
戦闘は地上戦、地上決戦、上空戦の3種類に大きく分けられる。地上戦はフィールド上に設置された敵とのリアルタイムバトル、地上決戦はドラゴンに騎乗した状態での地上戦、上空戦はドラゴンに騎乗して行う奥スクロールシューティングとなっている。
なお『DOD1』では低空戦（本作における地上決戦）におけるドラゴンへの騎乗は任意で行うことができたが、本作では地上戦と地上決戦は明確にステージが分けられており、任意での乗り降りはできない。
地上戦
□ボタンの通常攻撃、△ボタンの強攻撃、×ボタンのジャンプ、○ボタンのガード、L1ボタンのロックオン/オフ、R1ボタンのステップ、L2・R2ボタンの武器選択などを使用して行う。攻撃にはコンボが存在し、□ボタンを連続で押すことで発動する。なお、これは武器を切り替えても継続する。コンボ中は△ボタンを押すと締めとも言える攻撃が発動し、どのタイミングで押すかによって内容が変わる場合もある。また、□攻撃中にジャンプを行うと相手をかち上げる攻撃を行える。メニューからはこれらコンボの確認ができるほか、アイテムの使用もできる。
特徴的なシステムとしてはSPゲージが上げられ、これはガードや強攻撃を行うと減少する。連打タイプの強攻撃の場合、このゲージが続く限り攻撃を継続できる。またヒット数を稼ぐことで後述するブラッドゲージを上昇させることや、HPを回復するアイテムを出現させることができる。また、ステージによってはドラゴンを召喚する魔法陣が設置されており、○ボタンを押すとミハイルがサポートに来てくれる。
武器
4種類が用意されており、カテゴリ毎にモーションの違いがある。また武器毎にS・M・Lのサイズが設定されており、リーチや攻撃速度、コンボルートにも多少の違いがある。
剣
オーソドックスな武器。リーチ・威力・小回り・ヒット数などいずれも飛び抜けているわけではないが扱いやすい。初期から使用可能。
槍
リーチ・威力を重視した武器。小回りは最悪で空中攻撃を苦手とするがそれを補ってあまりある打撃力を有し、兵士の持つ盾を弾き飛ばすこともできる。ディトが加入することで使用可能。
格闘装具
威力と小回り・ヒット数を重視した武器。槍よりは威力は低いものの、高めの攻撃力と多大なヒット数による攻撃は強力。総じて機動力を必要とするボス戦では便利だが、リーチがないに等しいので集団戦などは苦手。デカートが加入することで使用可能。
戦輪
小回り・威力・ヒット数はどれもよくはないが、リーチの長い範囲攻撃が可能。また、△ボタン長押しでロックオンし、離れた敵にも攻撃できるというテクニカルな武器。オクタが加入することで使用可能。
地上決戦
ドラゴンに騎乗して地上の敵と戦う。魔獣戦や城塞への侵攻などで発生し、その節を通して全てドラゴンに騎乗した状態となる。
ジャンプボタンを押すことで飛翔することができるが、高度を維持することはできない。□ボタンでは火炎弾を吐き、空中で△ボタンで突進爪攻撃、地上で△ボタンで火炎ブレス攻撃を行う。△ボタンによる攻撃は地上戦同様にSPゲージを消費する。
上空戦
ドラゴンに騎乗して上空の敵と戦う。フライトシューティングだった『DOD1』『DOD2』の上空戦とは違い、奥スクロールシューティングとなっている。□ボタンで通常ブレス、□長押しでロックオンブレス、△ボタンで強攻撃、×ボタンで加速、○ボタンでターゲットの切り替え、L2でターゲットの注視、R2ボタンでターゲット方向への自動転換などが行える。
ウタウタイモード
本作の特徴ともいえる機能。敵を倒す、または攻撃を受けるなどして血を浴びることで「ブラッドゲージ」というゲージが貯まり、ある程度貯まった状態でR3+L3ボタンを押すことで発動する。なお体の血の付着量はブラッドゲージの蓄積量に比例する。
地上戦では発動すると移動速度が上昇し、強力な攻撃が使用可能になるほか、特定の攻撃以外は受け付けないスーパーアーマー状態になる。これはブラッドゲージが尽きるか再びボタンを押して解除するまで持続する。また、△ボタンを押すとロックオンしている対象のところへ瞬間移動をして攻撃することもできる。強力なモードではあるが、動きが激しくなるため足場の悪い場所ではやや使いづらい。なおウタウタイとの直接対決時に使用すると、相手もウタウタイモードに突入する。
地上決戦と上空戦でも使用することができ、地上戦同様にほぼ無敵状態になるほか、ブレスの威力が向上する。

### その他
データベース
キャラクターおよび武器のデータベース。タイトルメニューから選択することができ、ウェポンストーリーもここから閲覧が可能。
ウェポンストーリー
シリーズ恒例となっている要素。作中で使用している武器それぞれに用意された逸話や由来などが記されている。武器によってはかつての持ち主のエピソードなどが記されている場合もあり、過去作に登場した人物の名前などが書かれている場合もある。物語は4編に分けられており、武器のレベルが上がる毎に続きが開放されていく。そのため結末を見るためにはレベルを最大まで強化する必要がある。

## ストーリー

### プロローグ
遠い昔、世界は暴虐な領主たちによって圧政が敷かれ、多くの人々が苦しめられていた。だがある時、「ウタウタイ」と呼ばれる五人の女性が現れる。彼女たちは「ウタ」を歌うことで様々な魔力を行使できる特殊な力の持ち主だった。五人のウタウタイたちはその力で各地の領主を次々討伐し、やがて世界に平和をもたらした。彼女たちは人々から女神「ウタヒメ」として崇められ、領主に代わり各国を統治することとなる。
だがそれからしばらく経ったある日、ウタヒメたちの姉であるゼロが突如白いドラゴンと共に姿を現す。彼女は自分の妹たちを全員抹殺しようと目論んでおり、そのためにウタヒメの筆頭であるワンが治めている教会都市を襲撃する。しかしワンを始めとする妹たちのウタによってドラゴンの攻撃は防がれ、ワンが従える黒いドラゴン、ガブリエルによって白いドラゴンは致命傷を負い、ゼロも重傷を負ってどこかへと姿を消した。

### 本編
教会都市の襲撃から約一年後。白いドラゴンの転生体ミハイルと共に海の国に潜伏していたゼロは、再び妹たちを殲滅する戦へと臨もうとしていた。
最初の標的は同国を統治していた末妹ファイブ。ミハイルと協力して彼女を撃破したゼロは、彼女の使徒ディトを仲間として引き入れ、次なる標的フォウの元へと向かう。
フォウを探して山の国を訪れたゼロ一行は、同国にある要塞を襲撃する。しかしそこにフォウの姿はなく、彼女が既に飛空艇で脱出していたことを知る。ゼロはミハイルを駆って後を追い、フォウを撃破。彼女の使徒デカートを仲間として引き入れる。
次なる目標はスリイ。彼女が治める森の国へと入ったゼロ一行は、そこでスリイの使徒オクタと出会う。彼はスリイから離反し、ゼロの側に付くという。オクタを引き入れたゼロは、彼に案内されてスリイの元へとたどり着く。そうしてスリイを撃破するゼロだったが、突如としてミハイルが暴走。動揺しているゼロたちの前にトウの使徒セントが現れ、ミハイルを連れ去ってしまう。
ミハイルの奪還とトウの殺害を目指し、ゼロ一行は砂の国へと向かう。そこで無事にミハイルを救出した一行は、トウとセントを追って砂の神殿へ入る。神殿の奥で出会ったトウは精神を病んでおり、セントの力で無理やり戦うも、あえなくゼロに撃破される。トウを失ったセントはゼロ一行に加わる。
こうして四人の妹を撃破したゼロは、最後の標的ワンが治める教会都市へと向かう。

### 分岐
過去作同様に本作もマルチエンディング方式を採用しており、物語は複数の分岐と結末を見せる。
A分岐
四人の妹を殺したゼロ一行は、最後の一人、ワンのいる教会都市に辿り着く。ゼロは最後の決戦を前に使徒達を「元の姿」へと戻して解放し、たった一人と一匹になってワンの待つ聖堂へと突入する。
聖堂にてワンとガブリエルと戦うゼロたちだったが、強大な力を振るう2人の前に苦戦を強いられる。ミハイルも重傷を負ってしまい窮地に陥るが、ゼロから転生を命じられていたはずのミハイルがそれに使うはずの莫大なエネルギーをガブリエルへの攻撃へと使う。結果としてミハイルは死亡してしまうもののガブリエルを瀕死へ追い込むことに成功し、ゼロはミハイルを失った悲しみに苛まれながらもガブリエルを、そしてワンを葬ることに成功する。
全てが終わり、背後で息絶えているミハイルのもとに近寄ろうとするゼロ。しかしその時、背後から無傷のワンに突き刺される。その正体は、ワンがこの時のために用意した容姿が瓜二つの「弟」だった。ドラゴンの体組織から作られた剣で刺されたゼロは、再生することもできず死に至る。
一人残され生きる意味も希望も失った弟は、新たにワンを名乗り、姉を称える組織「天使の教会」の設立を呟きつつ聖堂から去っていく。そんな彼らの有様を、一人の女性が見つめていた。
結果として姉妹は全滅したものの、微弱ながら「花」の力を宿したワン（弟）が生存してしまったことで、「花」の脅威を排除しきれずに終わる。
B分岐
オクタを仲間にした時点から分岐した物語。ファイブとフォウは既に殺害されており、ゼロがスリイを求めて森の国を進んでいるところから始まる。A分岐とは違ってセントが既に一行と行動を共にしており、かつトウのことを知らない。なお、そのことについてゼロは「本来ならトウとセントは共に行動しているはずなので、知らないのはおかしい」と違和感を覚えていた。また森の国の雰囲気も大きく違っており、生物の気配が消え、毒の瘴気に満ちている。
スリイを探して森の国へと入ったゼロ一行は、森の奥でスリイを発見する。しかし彼女は既に瀕死の状態だった。スリイは森の異変の原因をワンだと考え、彼女を殺害しようと行動している折に何者かの襲撃に遭ったという。間もなく死亡したスリイを置いて森を進むと、今度はワンが串刺しになって死亡していた。そして同時に、2人を殺害した犯人だと思われるウタヒメ、トウもそこに居た。
トウと相対するゼロ。トウに襲いかかるディトを前に、セントは持っていないはずの「トウとの記憶」を思い出す。そしてゼロを裏切ってトウの元へ付き、トウと共にゼロへと襲いかかる。
全ての使徒を失いながらもトウとセントを撃破するゼロだったが、トウたちが最期の力で召喚した魔獣「ラファエル」の猛毒によってミハイルが大きなダメージを受け、転生を行うこともできずに死亡する。
ゼロはミハイルの喪失を拒み、「花」の「リ・プログラム機能」を利用して「契約」という新たな概念を創造。己の心臓たる「花」をミハイルに宿すことで復活させることに成功する。しかし、その代償としてゼロは幼い少女となってしまう。
結果としてゼロは「花」を失いつつも生存し、ミハイルは駆逐対象たる「花」と共存するという異例の事態となった。観測者「アコール」は、この世界の動向を記録していく判断を下す。
C分岐
スリイ殺害後、攫われたミハイルを救出した時点から分岐した物語。この分岐のセントはA分岐と同様にトウの使徒であったようだが、彼女とは袂を分かち、ゼロに同行している。またミハイルがトウと接触したことが原因で変調をきたし、衰弱している。
ミハイルが衰弱した原因をウタウタイによってかけられた呪いだと推測したゼロたちは、元凶だと思われるトウを探して教会都市へと向かう。情報通りトウは教会都市におり、ゼロたちはミハイルにかけられた呪いの解除を求めてトウと戦う。戦闘の末にトウを下すことに成功するゼロたちだったが、トウが事切れる寸前に「花」の力を開放して自爆。使徒達は全員跡形もなく消滅してしまう。
トウが死んでもミハイルの呪いは解けず、仕方なく2人はそのままの状態でワンとの決戦へと突入する。その結果ミハイルはガブリエルを打ち倒すことに成功するも、相打ちとなって死亡してしまう。また残されたゼロもワンの撃破に成功するが、「花」を駆逐する術であり心の支えでもあったミハイルを失ったことで精神が崩壊。自分を殺せる新たな竜を求めながら、覚束ない足取りでどこかへと消えてしまう。
その様子を見ていたアコールは、イレギュラーが多発したこの分岐にはもう未来がないことを悟り、分岐の閉鎖を決める。
D分岐
フォウを探して森の国を探索している時点で分岐した物語。ファイブに加えてトウが既に死亡しており、使徒たちは既に全員仲間として加わっている。また他の分岐以上に「花」の力が強まっており、もう後がないということをアコールから警告される。
「花」の力が強まったことにより魔獣化したドラゴンを召喚できるようになったフォウ、殺したはずがゾンビと化して復活したファイブ、そしてエンシェントドラゴンをも召喚できるようになったスリイなどと戦うゼロ一行。ゼロは彼女らの強大な力を前に苦戦するも、使徒たちがその身を呈して召喚した天使の力もあってその全てを倒す。
オクタを除く全ての使徒が力を使い果たして「元の姿」へと戻り、ゼロはオクタと、そしてミハイルを連れてワンとの決戦へと挑む。戦いの末ミハイルがガブリエルを倒すことに成功するも、限界近くまで「花」の力が増大したワンにはオクタの犠牲を伴ってなお届かず、ゼロたちは追い込まれてしまう。しかし、そこで観測者の役割を半ば放棄したアコールが割って入る。新たな未来へと到達するため、その権限ギリギリの干渉を行うことでワンを倒す糸口を示し、とうとうゼロは全ての妹たちの抹殺に成功する。
残す「花」とウタウタイはただ一人。ゼロはその抹殺をミハイルに託し、ミハイルはそれを静かに受諾する。教会都市に巨大な「花」が現れ、最後の歌が鳴り響く。ミハイルはたった一人でその歌を防ぎ切り、渾身の炎によって「花」を異界へと封印する。最後の最後、暗闇の中でゼロと「楽しかったよ」という会話を交わしながら。
この分岐において「花」の脅威は消滅した、と他の「観測者」によって語られる。なお、封印が解かれる危険性も同時に言及された。

## 登場キャラクター

### 主人公
ゼロ
声 - 内田真礼
本作の主人公。ウタウタイでありながら同じウタウタイである妹達を皆殺しにしようと試みる「裏切りのウタヒメ」。薄紅色の瞳を持つ銀髪の美女であり、右目に咲いた白い花が特徴。また左腕には黒い篭手のようなものを付けているが、これは過去に妹達との戦いで腕を失ったために付けた義手である。外見からは想像できないほどの膂力と剣戟能力を持つ。
性格は粗暴で面倒臭がり屋。人を殺すことを，目的を達成するためのただの手段としか考えておらず、快楽はもちろん罪悪感すら抱いていない。また非常に短気であり、事ある毎に腹を立ててはミハイルや使徒たちに対して声を荒らげている。さらに性に関しては開放的で、多数の男性と関係を持つことをなんとも思っていない。妹たちから奪った使徒たちとも肉体関係を結んでいる。
なお元は「薄紅」と呼ばれていた娼婦の少女であり、「ゼロ」という名前はウタウタイの力を得てから名付けたもの。その体は「花」の力によって動いており、本来であれば既に死亡している人間である。

### ドラゴン
ミハイル
声 - 東山奈央
ゼロと行動を共にしている白いドラゴン。ミカエルの転生体でもあるが彼だった頃の記憶は引き継いでおらず、また転生して間もないためか性格や言動は無邪気な幼児そのもの。ゼロからは概ねぞんざいに扱われているが、それでも彼女に対して非常に懐いており、彼女を守りたいと強く願っている。楽観的な平和主義者でもあり、話し合えば誰とでも分かり合えると思っている。しかしなぜかワイバーンに対してだけは強い侮蔑・嘲笑の意を表しており、下等生物だと見下して駆逐しようとしている。また、「わかったよ！わかったよ！」などというように、同じ言葉を二度繰り返してしまう癖がある。
ミカエル
声 - ピーター
かつてゼロと行動を共にしていた最強と謳われる白いドラゴン。ドラゴンらしく誇り高い性格をしているが、料理の味にこだわるなど人間味のある一面も持つ。竜種としては珍しく人間に興味を持っており、「人も竜も独りでは生きられない」と語り、他者と関わることを望んでいた。
仰々しい言葉を使い尊大な態度を取るが、それは全て自分の威厳を保とうと意識的に行っているもの。竜種としては比較的若い個体のようで、知性もそこまで高いわけではない。最強とは自称のものである。
ガブリエラ
声 - 北沢力
ワンに従う紫のドラゴン。本編には登場せず、追加シナリオや派生作品『ウタヒメファイブ』にてその活躍が描かれる。
面倒見が良く情も深い姉御肌な性格。オネエ言葉で話すためか、ワンなどはガブリエラのことを「彼女」と呼び女性として扱っていた。ワンの指示で他の姉妹の仕事を手伝ったりもしているが、ワン以外のウタヒメ（特にフォウ）との折り合いはあまり良くない。
本編に登場した魔獣「ガブリエル」の転生前の姿であるが、いつどのようにして魔獣化を遂げたのかは明確には描かれていない。

### ウタウタイ
「ウタヒメ」とも呼ばれる特殊能力者たち。ゼロを含めた6姉妹だとされている。ゼロの右目に咲く「花」の力によって生まれた彼女のコピーだが、外見や有している性格・記憶などは各自で異なる。「花」の力の代償として性欲が人一倍強いことに加え、身体の一部が異常発達しているという特徴がある。かつては圧政を強いる領主を討伐せんと世界各地を旅していたが、それが終わった現在はそれぞれが海・山・森・砂漠の国と教会都市を治めている。
ワン
声 - 田中理恵
額に「I」の痣がある赤い瞳の少女。その容姿は『DOD1』に登場した少女「マナ」に酷似している。ウタウタイ姉妹の次女で教会都市を治めている。真面目で正義感が強く、また理知的で思慮深い性格。それ故に姉妹の中で唯一、ウタウタイという存在に対して疑念を持っていた。また基礎を身に付けることで応用も自由にこなす万能の天才でもあり、トウからは「料理の腕前は姉妹一」と絶賛されていた。自身の欲求を解消するためだけの存在とすら言える「使徒」を従えることに対してあまり肯定的ではなく、そのためウタウタイの中で唯一使徒を持っていない。ただ代わりとして自身の分身となる弟を生み出しており、彼が使徒の役割を担っているようだった。
「花」の力の影響で異常発達しているのは五感。生活に支障が出てしまうレベルであり、教会地下の図書館のような静かで人気の無い所で過ごしていることが多い。
従える天使は対ドラゴン用に魔獣化させた黒いドラゴン「ガブリエル」。分岐によっては「歌え」の号令の下、ゴーレムに似た天使「アブディエル」を操る。
トウ
声 - 斎藤千和
額に「II」の痣がある青い瞳の少女。ウタウタイ姉妹の三女で砂の国を治めている。明るく快活で誰ともすぐに打ち解けられるムードメーカーで心優しい少女。自国にいる多数の孤児たちの面倒を率先して見ており、彼らから懐かれていると同時に彼女も彼らをとても大切にしていた。ウタウタイの中で唯一使徒と良好な関係が結べており、自身の使徒であるセントとは相思相愛の仲。また姉妹の中では特に料理好きであり、モンスターを食材として加工することもできる。
「花」の力の影響で異常発達しているのは筋力。その華奢な体格からは想像もできないほどの力が出せてしまい、何かに触れるときは壊してしまわないよう細心の注意を払っている。
従える天使は「踊れ」の号令で召喚される青く輝く二体の巨人「エグリゴリ」。分岐によっては「祝福せよ」の号令の下、ドラゴンすら死に至らしめる毒を放つ蜘蛛型天使「ラファエル」を召喚する。
なおゲーム本編ではプロローグを除くと全ての場面で既に精神を壊してしまっており、上記したような彼女本来の姿は前日譚を描いた作品（公式小説や追加シナリオなど）でしか見ることができない。
スリイ
声 - 能登麻美子
額に「III」の痣がある紫の瞳の少女。ウタウタイ姉妹の四女で森の国を統治している。常に無気力かつ気怠げで、興味の無いことにはとことん無関心。他の姉妹のことはもちろん、森の国の統治にすら関心が無いという様子を見せている。その一方で興味があることには異常なまでの探究心と執着心を見せる粘着質な性分も持ち、興味のある対象の事を語るときのみ饒舌かつ早口になる。現在は人体や魔物を使用しての人形作りに執心しており、これはオクタが離反する原因にもなった。
「花」の力の影響で異常発達しているのは毛髪。非常に早く伸びるため頻繁に切る必要があり、常に持ち歩いている鋏を使い好きな場所で切っては放置している。なおきちんとした処理や手入れは使徒であるオクタに任せきりだった様子。
従える天使は「侵せ」の号令で召喚される無数の球体関節人形の姿をした「アルミサエル」。別の分岐では「贖え」の号令の下、エンシェントドラゴン「イズライール」を召喚する。
フォウ
声 - 竹達彩奈
額に「IV」の痣がある碧の瞳の少女。ウタウタイ姉妹の五女で山の国を治めている。個性が強い姉妹たちの中では真面目で頭も良い常識的な優等生。しかしその内面には自身に対する激しい劣等感と周囲に対する嫉妬や憎悪を抱いているという、非常に歪んだ性格をしている。他の姉妹のことも尊敬すると同時に羨み妬んでおり、フォウの劣等感を直接煽ってくるファイブとは犬猿の仲。さらに不測の事態に弱く、かつ自己を正当化をしようとする意識が強い。そのため問題が起きると自分の都合のいいように物事を解釈して切り抜けようとしたり、自分の殻に閉じこもったりする。
他のウタウタイ同様に性欲は旺盛だが、抑圧された性格のせいで性行為に及ぶ事が出来ていない。そのため姉妹の中で唯一処女である。使徒であるデカートとは、その性癖を知ってからは目も合わさないという没交渉状態。さらに、それを放置プレイだとしてデカートが喜んでいることに腹を立てている。
「花」の力の影響で異常発達しているのは爪の伸び。これも彼女のコンプレックスの一つとなっており、格闘装具を使うのも爪を隠すためである。
従える天使は「防御（とじ）ろ」の号令で召喚される宙に浮かぶ巨大な城「アルマロス」。別の分岐では「おいで」の号令の下、魔獣化させたドラゴン「ゾフィエル」を召喚する。
ファイブ
声 - 伊藤静
額に「V」の痣がある金色の瞳の女性。ウタウタイ姉妹の六女で海の国を治めている。自信家かつ強欲。何でも欲しがるものの、手に入れた途端に興味をなくしてしまう。しかし交易が盛んな海の国ではそれが功を奏し、彼女が飽きたものを売って新しい物を買うという売買が成立している。また呆れるほど性力旺盛であり、その欲情をゼロに向けることも。しかし不感症であり、テクニックはまるで無い。なお性欲以外に食欲も旺盛で、ゲテモノ料理なども臆さず食べる。
物事に貴賎なく取り組むという気質の持ち主であり、例え質が低いものでも手を加えればよくなるかもしれない、と考えている。飽きっぽい性格と合わせて、主に過程を楽しむタイプといえる。一方で自分を悪く評さないため、ディトからは「問題の理由を外に求めている」と評される。
「花」の力の影響で異常発達しているのは胸。一般女性より成長が早く、それが未だ続いている。豊満な肉体は彼女にとって自慢であると同時に、フォウから嫉妬され蔑視される要因ともなっている。
従える天使は「いでよ」の号令で召喚される巨大なカニの姿をした「ファヌエル」。別の分岐では「蠢け」の号令の下、無数のゾンビ型の天使「ガルガリエル」を召喚する。
ワン（弟）
声 - 井口祐一
ワンの肋骨から生み出されたもう一人のワン。その存在は秘匿されており、ゼロはもちろん他のウタウタイたちも感知していなかった。ワンと瓜二つの外見をしており、生みの親であるワンのことを「姉さん」と呼んでとても慕っている。なおワンからは「弟（キミ）」と呼ばれており、明確な名前は与えられていなかったようである。ワンの死亡後、「ワン」を名乗るようになる。
A分岐にのみ登場し、他の分岐では生死はもとより存在していたかも定かではない。ただ、ワンがワン（弟）を生み出したのはゼロによる教会都市襲撃の前であること、そしてD分岐において「『花』の脅威は去った」ということが語られていることから、存在はしていたが何某かの要因で死亡している、という可能性が高い。
ゼロを殺害した後に姉と姉が好いていたドラゴン「ガブリエラ」を讃えるための組織、「天使の教会」を興し、初代宗主となる。後に追放されるがそこで子を儲けており、この血筋が後の宗主たちや、『DOD1』に登場した双子、「セエレ」と「マナ」へと続く。なお彼の血族は赤目の病に感染せず、逆に彼らを操ることができる。
『死ニ至ル赤』の主人公でもあり、こちらでは「天使の教会」を追放された後の彼の物語が描かれている。

### 使徒
ウタウタイに従う戦士たち。全員男性で総じて常人より高い戦闘力を有しており、さらにウタの力を借りることで天使（魔獣）を召喚することもできる。その正体はウタの力を与えられたことで人の形を得た白い鳥。
自分の主君たるウタウタイの護衛のほか、（フォウとデカートのような特殊な関係を除き）彼女らの欲望のはけ口になるという役割も持っている。また自由意思はあるもののウタウタイの意志・命令に逆らうことはできない。ただしゼロは例外であり、どの分岐においてもその気になれば簡単に離反できる。
ディト
声 - 斎賀みつき
幼さの残る少年で、ファイブに仕えている。武器は槍。洞察力が鋭く、他人の心理をいち早く察することができる聡明な性格だが、実は相手をいたぶりその際の苦痛や悲鳴に悦びを感じるサディスト。
ファイブに忠実に従っていたが、スレンダー好きなこともあって内心では殺意と吐き気を抱くほど彼女を嫌っていた。また人を食ったような態度を取りこちらの言うことを意に介さないセントとは非常に折り合いが悪いが、同時に彼の虚無的な内面を感じ取っており、ある種の親近感を抱いていた。
自身を「望まれない存在」、ゾンビまみれの世界を「自分がいてもいい世界」と評するように歪な劣等感を抱えており、ある種の醜形愛好癖を持つ。そのため、ひたすら嫌っていたファイブが腐敗した姿で復活した時は「抱かれてもいい」とすら歓喜した。逆に、友情や愛などはあからさまに嫌悪を示す。設定資料集の内容を踏まえると、「何も手をつけない、自然のままの姿と流れ」を好み、取り繕うこと全般を嫌う。
自分を愛し美を望み自己完結の快楽を求めたファイブに対し、自己嫌悪・醜形愛好・他者を踏みにじる快楽を覚えているという、反転した性質を持つ。
デカート
声 - 井上和彦
眼鏡をかけている屈強な男性で、フォウに仕えている。武器は格闘装具。他の使徒と比べると常識的な性格だが、実は自分に向けられる苦痛や逆境をすべて「ご褒美」として捉えるマゾヒストで妄想狂。ディトの暴言や身体切断レベルの苦痛の妄想でも興奮するという、オクタとは別ベクトルの変態。
格闘装具を使う理由の一つも、「硬いものを殴った時に自分が痛くなれるから」である。本人はこの性癖を周囲に対して隠しているつもりだが、まったく隠せていないため当然のように把握されている。
拒絶的で己を晒す事を嫌うフォウに対し、懐が広く妄想していることを平然と口にする、という反転した性質を持つ。お互い待ち姿勢の性格であったため、他の使徒と異なり唯一ウタヒメと肉体関係を持っていなかった。
オクタ
声 - 茶風林
飄々とした男性で老人にしか見えないが、実年齢は20代。性に励みすぎたことが原因で外見が著しく老けてしまった、と語っている。額にアルファベットまたはローマ数字の「X」に見える模様がある。武器は戦輪。スリイに仕えている。
使徒の中で一番の性豪であり、同時に使徒の中で最も巨根である。女性はおろか男性、果ては人間以外さえも性欲の対象とみなせる変態であり、「穴さえあればなんでもいい」と語るほどの見境なさを誇る。なおモノ頼りのためテクニック自体は未熟らしく、ゼロにはその点が不評だった。
一方で性に関することを除けば一行の中ではかなりの常識派・良識派であり、ゼロの下へ投降した理由を「スリイが自身の性欲を満たしてくれなくなった為」と言ってはいるが、実際のところはスリイの残虐非道な行為に心を痛めたという部分が大きい。スリイの凶行が禁断の領域に突入するまで止められなかったことに責任を感じている。
非常識・快楽に無関心・興味が偏向的なスリイに対し、常識的・快楽主義・興味の向き方が全方位という、反転した性質を持つ。興味があることに対しては饒舌なところは同様。
セント
声 - 置鮎龍太郎
美形の青年で、トウに仕えている。武器は双剣。他の使徒と異なりウタヒメとの関係は良好で、トウとは主従関係にあると同時に恋人同士でもあった。
トウに対して崇拝に近い愛情を持ち心から大切にしていたが、その想いが元で取った行動が最終的には彼女の破滅を招いてしまう。
バカを自称しているが自分に絶対の自信を持っており、隙あらば自分を上げるような発言を繰り返す。また時折間違った知識をさも正しい事のように披露しては仲間を困らせているが、その情報がでたらめだと知った上で行っている場合もある。これらの虚言や間延びした喋り方に加え、ゼロに同行する理由が判然としないなど、常時胡散臭い雰囲気を放っている。
ロマンチストで絶対の愛を信じていたトウに対して、現実的という反転した性質を持つ。自ら愛の恒久化のために行動した結果、幻想の中にいたトウに「ウタウタイの力の恐ろしさ」という逃れられない絶望的な現実を突きつけて永久に逃避させてしまっている。

### その他
アコール
声 - 小清水亜美
本作の語り手。丸眼鏡を掛けた黒髪ツインテールの女性で、白地の巨大なトランクケースを持ち歩いている。
その正体は「旧世界」と呼ばれるところから派遣された記録者で、機械の体を持つ機械人形。数多に分岐した「多元世界」と、それらの分岐を引き起こす「特異点」となる存在の観測をしている。観測する側のため本来ならゼロたちの行動には干渉できない(するべきではない)が、あまりにもバッドエンドを多く見すぎたため、自らの業務違反にならない程度にあれこれと口出しをするようになる。その言動は普段は人を小馬鹿にしたような物であり、ゼロとの掛け合いがコミカルなものになることもしばしば。
本編中では海の国にある武器屋を営んでいるが、通信販売という形を取っているため店先に立っていることは無い。また関連作『ニーア オートマタ』の武器屋でも彼女の名前を確認することができるが、同作の設定資料集によれば、『ニーア オートマタ』の世界にもアコールは存在しているとのこと。
パルティシオン
声 - 家弓家正
作中冒頭でゼロによって殺害される老人。額にオクタと似た紋様を持つ。教会都市にてウタヒメたちの活躍や歴史を綴っており、さも昔からウタヒメが統治していたような文章を記すなど、歴史の偽造と思しき行動を取っていた。
作中では『ウタヒメファイブ』に登場する同名の人物との関連性は不明だったが、設定資料集にて同一人物であることが明言された。

## 設定

### 舞台・時代
本作のみならず、『DOD』シリーズは全て「西暦856年にイベリア半島で起きた『大災厄』によって分岐した多数の世界のうちの一つ」だとされており、暦には西暦が用いられている。また作中で使用されている地図はヨーロッパを回転させたものとなっており、現実と共通する地名こそ出てこないものの、同地域が舞台だとされている。
本作では西暦997から西暦1000年あたりまでの出来事が描かれているが、これは『DOD』シリーズとしては最も古い時代の出来事となっており、後の作品へと繋がる設定などがいくつか生まれている。
なおプレイヤーが生きているこの世界も多元世界の一つであり、他の世界と同様にアコールから観測されている可能性が示唆しされている。ここではプレイヤーたちの世界を現実、現実の時代を現代と呼称して扱う。

### 用語
ウタ
ウタウタイたちが持つ力の総称、または魔力を行使する際に歌うものを指す。多元世界間から引き出したエネルギーを利用して発動させているとされており、この世界で「魔法」と呼ばれている力とは根本的な原理が異なっている。なお『ニーア ゲシュタルト/レプリカント』における魔法はウタ同様に多元世界間の力を利用しているとされているが、その関連性は不明。作中では集められた各国の兵士、獣、モンスターを操り支配下に置いていたり、ドラゴンの攻撃にバリアーを張っている。
ウタウタイ
ウタを使うことで強大な力を行使できる特殊な存在。「ウタヒメ」や「女神」と呼称されることもある。その力の源である「花」が破壊されない限り死ぬことはなく、殺害するにはドラゴンの力、もしくはそれを宿した武器を用いなければならない。「花」の力の影響で身体の一部が過剰に成長していくという特徴があり、また性欲も人一倍強い。
旧世界
教会都市、もしくは教会都市が本来存在していた場所、時代、文明などを指している単語。同様の単語が『ニーア オートマタ』にも出現している。
教会都市
「大災厄」によって出現した謎の都市。現代のビル群を思わせる構造物が多数建っており、旧世界の知識や技術が眠る「魔法発祥の地」だとされている。同都市が所有している書庫には古今東西の様々な書物が収められており、その中には現実に実在する書籍だと思われるものもある。
契約
B分岐においてゼロがミハイルを救おうとして生み出した新たな概念。人間と人間以外の種族がお互いの心臓を交換し、運命共同体となると同時に大きな力を得る。なお人間側は契約をすると自身が最も大切にしている器官、もしくは機能を失う。『ウタヒメファイブ』ではワンがガブリエラに対してこれとよく似た行為をしていたが、同一のものであるかは不明。
最後の願い
竜種が自分の命と引き換えに強大な力を発現させる行為。劇中ではミカエルが転生をするのに使ったほか、ミハイルがガブリエルを撃破するために使用していた。
使徒
ウタウタイと対になる存在。人間の男性の姿をしているが、本来の姿は白い鳥。かつてゼロが暴走する妹たちを鎮めるために生み出したものであり、ウタの力を制御するための装置のような役割を持っている。なお、ゼロは鳥たちに力と役割を与えただけであり、人の姿になることは（予測はしていたが）狙って行ったものではない。ゼロによってその力を解除されるか、ウタウタイのウタの力なしで天使（魔獣）を召喚するなどして天使のウタの力を使い果たすと、元の姿に戻ってしまう。彼らが有している記憶が何に由来するかは不明だが、少なくとも姿はゼロの記憶にある男性像を元にしていることが語られている。
分岐（シフト）
多元世界を生み出している分岐現象のこと。もしくは「特異点」と呼ばれる存在が行う「別の可能性世界」への移動。特定の条件を満たすことで発生するということだが、詳細は不明。本作のノベライズを担当している映島曰く、北米版の英語表記では「Shift」という単語は使われておらず、「Branch」（枝分かれ）、もしくは「Divergence」（拡散）という単語が使われていたとのこと。加えて同氏は「ゼロは記憶を保ったまま平行世界を移動していたのでは？」という仮説も立てていた。
大災厄
西暦856年にイベリア半島で起きた謎の大災害。同地域を中心とした大地震の後に巨大な都市が一夜にして出現、異形の者達が世界に溢れ出た。また、魔素もこの事件から発生した。
多元世界
多数の平行世界のこと。特異点が引き起こす分岐現象によって生まれており、アコールはこれらの世界の観測をしている。また『ニーア ゲシュタルト/レプリカント』における人類はこの多元世界現象について、少なくとも「並行して存在する異世界がある」という事実までは把握しており、そこから得られるエネルギーを利用していた。
天使
ウタウタイに送られたウタの力によって、使途により召喚される異形のモンスター。「魔獣」と呼ばれる場合もあるが、明確な違いは不明。総じて堅固な防御力や特殊な能力を有している。ウタウタイ単独でも可能な行為ではあるが、心身にかかる負荷が非常に大きいため基本的には使徒を伴って行う。また使徒単独での召喚も可能であるが、その場合使徒は自身が持つ力を使い果たしてしまい、元の姿（白い鳥）へと戻ってしまう。
天使の教会
A分岐の後にワン（弟）がワンとガブリエラを讃えるために興した宗教。天使の教会のシンボルである「三つ目の天使」は、鏡に映った自分（＝姉であるワン）とひとつになりたいという願望を投射したものとなっている。
特異点
分岐（シフト）を生み出す現象・存在。分岐を引き起こして初めて「特異点である」と認定される。本編において分岐を引き起こし、明確に特異点であると描かれたのはゼロとトウのみとなっている。
「花」
薄紅（ゼロ）の死の間際に現れ、そして彼女に寄生した謎の花。その外見的特徴から「花」と呼ばれているが、植物であるかは不明。宿主の体内で育ち、その力が強まると体外に咲く。作中ではゼロのみが体外に咲かせていた。なお「花」の力は完全に覚醒すれば人類を滅ぼせるとまで言われており、成長が進むほどに宿主の肉体と精神を蝕んでいく。
その実体は世界を滅ぼそうとする災厄。自身と宿主を生存させようとする強力な再生機構「リ・プログラム機能」を有しており、完全に破壊するにはドラゴンの力、もしくはそれを宿した武器が必要とされる。
魔獣
「天使」とほぼ同義の言葉として使われている。両単語の明確な違いは不明。なお本来ウタウタイの力で魔獣化したドラゴンを呼ぶのは困難らしく、ゼロはフォウやスリイにそれが可能となったいた事（そこまで「花」の力が増大していたこと）に驚いていた。
魔素
大災厄によって出現した謎の物質。魔法の媒介となる。
魔法
呪文を用いて攻撃や治癒を行う特殊な力。その力の源となっているのは魔素であり、多元世界間のエネルギーを利用しているウタの力とは根本となる原理が異なっている。また魔素が発生した場所である教会都市は「魔法発祥の地」とも呼ばれている。『DOD3』の時代ではまだ理論が確立されていないため限定的な手法が口伝されているのみだが、『DOD1』の時代では「契約者」たちがその力を振るっている。また『ニーア ゲシュタルト/レプリカント』では「魔素を通じて多元世界間のエネルギーを搾取し、『無から有を生み出す技術』」 だとされている。
リ・プログラム機能
「花」が有する強力な再生機構。この機能によって、「花」の宿主は通常ならば死に至るようなダメージであっても瞬時に回復する。ただしドラゴンの力によって受けた傷は例外であり、決して癒えることはない。また、この機能によって宿主のコピーを生み出すことも可能であり、作中ではゼロによってその生存を脅かされた「花」が、生き残るためにワンたち妹を生み出していた。
竜（ドラゴン）
数千から数万に及ぶ寿命と強靭な生命力、そして戦闘力を持ち、最強と謳われている生物。「花」とそれを宿すウタウタイを殺す力を持っているが、その理由は不明。彼らの体組織から作られた武器も「花」を殺す力を有する。
設定資料集を始めとする資料によって性別の有無がまちまちであり、明確に雌雄があるとされているものもあれば、「どちらかと言えば」や「不明」など、曖昧に表記されているものもある。

## 音楽
本作の音楽は関連作『ニーア ゲシュタルト/レプリカント』にサウンドディレクター・コンポーザーとして参加していた岡部啓一と彼率いるMONACAが担当。同作の楽曲は高い評価を得ており、その反響を受けての指名であった。
ウタウタイが相手となるボス戦ではロック調のボーカル曲が劇伴として使われる。なお、それらの曲のボーカルを担当するのは『YoRHa』名義の女性アーティストである。

### 主題歌
『クロイウタ』
作曲/編曲 - 岡部啓一 / 作詞 - 菊地はな / 歌 - 藍井エイル
『This Silence Is Mine』
作曲/作詞/歌 - 鬼束ちひろ / 編曲 - 岡部啓一

## 評価
日本では発売初週に114,024本で4位の売り上げだった。2014年5月時点で150,866本売り上げた。電撃オンラインで62位にランクインした。ファミ通クロスレビューでは9、9、8、8の34点。Metacriticでは「average」と判定された。Anime News Networkのトッド・シオレクは本作を2014年のGame of the Yearに選んだ。
ストーリーは複数のレビューを受けた。ファミ通は一般的に世界観とキャラクターのかけあいを賞賛した。Destructoidのクリス・カーターはストーリーを彼に「把握することを」強制したと言ったが、キャラクター同士のかけあいが面白いとした。Game Informerのキンバリー・ウォレスは興味深い画面がいくつかあったが「ストーリーやキャラクターは多くの誤解を招く」と言い、それほど熱心ではなかった。IGNのメーガン・サリバンは主人公について「うまく表現できていない」と言い、ストーリーのテンポが遅く、過去作のように使命に依存していると批判した。GameSpotのハイジ・ケンプスは一般的のそのジャンルで楽しめたことを賞賛、プレイヤーの多くが遭遇したストーリー分岐に焦点を当て、GamesRadarのベッキー・カニンガムはストーリーについて「プレイする主な理由で、特にお堅くなくダークコメディで中世のファンタジーのようだ」と言った。Eurogamerのクリス・シリングはゼロの特性を賞賛、本作は「ジェットブラックコメディ」のようでニーアよりも冴えているとした。
前作と違い、ゲームプレイは賞賛された。ファミ通は同ジャンルのゲームと違った特徴が多くはないが肯定的だった。IGNのサリバンはグランドアスペクト、特にウタウタイモードを賞賛したがぎこちないコントロールレイアウトによってドラゴンのゲームプレイが悪化したと批判した。GamesRadarのカニンガムは戦闘におけるキャラクターと敵のバランスや武器の切り替えを賞賛、ドラゴンのゲームプレイについては混在しており、「プレイヤーたちを先頭でキープさせる」と言った。Destructoidのカーターは真・三國無双より早くて滑らかなバージョンがアクションゲームプレイとして「好きな点」と言い、GameSpotのケンプスはドラゴンのセクションを斬新だがシンプルで全般的の満足していて「必ずいい設計とは限らないが歓迎する」と述べた。Game Informerのウォレスは多くのシステム面で肯定的だったがレベル設計及び予測可能な敵の動きによってそれがうまくいかないのと述べた。Eurogamerのシリングはディーエムシー デビルメイクライと真・三國無双シリーズと合わせて比較して簡単な地上ベースのゲームプレイを楽しんだが、ドラゴンのゲームプレイはもっと楽しいと言い、ゼロと仲間の貧弱なAIを批判した。
グラフィックとレベルデザインは一般的に批判された。カニンガムはストーリーと比べて環境は「非常に柔軟」と言ったが、ウォレスは一般的にレベルとキャラクターデザインを批判しが、ムービーのカットシーンは改善されたとしている。カーターはキャラクターデザインを賞賛、他のビジュアルも「間違いなく美しい」と言った。サリバンは彼女の批判する点としてレベル設計やカラーパレットをPlayStation 2時代のゲームと比較して一般的に否定的だった。シリングはよくあるゲームのルールを風刺するための開発者は試みたテクスチャ、グラフィック、キャラクターデザインを批判した。しばし起こるフレームレートの低下、不安定なカメラ、スクリーンティアリングといった技術的問題がよく挙げられた。
電撃PlayStationでは100、90、85、95の370点。レビュアーは武器ごとのコンボや武器の切替がスムーズな今までの不親切だったものとは違う爽快なアクション、難易度調整ができないならがコンティニューすると主人公が少し強くなるシステム、音楽を賞賛、シナリオについては狂気をはらんだブラックコメディや性的なネタについては賛否がわかれるかもしれないため本作は万人向けかとすると疑問符がつくが慣れが解決するとした他、ステージ間のロード時間が長めだがいずれ慣れるとしたことや、カメラワークの問題を指摘した。

## スタッフ
- クリエイティブディレクター - ヨコオタロウ
- ディレクター：森圭介
- シナリオ - 名取佐和子、菊地はな
- キャラクターデザインー - 藤坂公彦
- リードプログラマー - 石山弦
- リードアニメーター - 千本啓五
- リードキャラクターモデラー - 天野祐輔
- サウンドディレクター - 岡部啓一(MONACA)
- コンポーザー - 岡部啓一、石濱翔、帆足圭吾、高橋邦幸、佐野電磁(DETUNE)
- プロデューサー - 柴貴正（スクウェア・エニックス）、岩崎拓矢(ILCA)

## 関連商品

### 限定品
DRAG-ON DRAGOON 10周年記念BOX
スクウェア・エニックスe-STORE専売の数量限定版。ゲームソフト、設定資料集『ドラッグオンドラグーン ワールドインサイド』、サントラCD、シリーズのPVやCMを収めたBD、小説集、ポストカード集、『DOD1』の複製アフレコ台本、DLCコード、以上のものが藤坂公彦の描き下ろしイラストを使用したBOXに同梱されている。

### 書籍
ドラッグオンドラグーン3 公式ファーストガイド
スクウェア・エニックス、2013年12月19日発売、ISBN 9784757540569
ドラッグオンドラグーン3 設定資料集+ザ・コンプリートガイド
KADOKAWA/アスキー・メディアワークス、2014年4月10日発売、ISBN 9784048660860
ピアノ曲集 ドラッグ・オン・ドラグーン3 オフィシャル・スコア・ブック
ケイ・エム・ピー、2014年5月28日発売、ISBN 9784773238402
ドラッグオンドラグーン3 ストーリーサイド
著 - 映島巡 / 監修 - ヨコオタロウ
スクウェア・エニックス、2014年8月28日発売、ISBN 9784757544079
どらっぐ おん どらぐーん ウタヒメファイブ
原作 - 映島巡 / 作画 - IsII / 監修 - ヨコオタロウ / 出版 - スクウェア・エニックス / 全3巻
1. 2013年12月19日発売 ISBN 9784757541139
2. 2014年4月25日発売 ISBN 9784757542938
3. 2015年1月24日発売 ISBN 9784757545199

ドラッグオンドラグーン 死ニ至ル赤
脚本 - 映島巡 / 漫画 - ZET / 監修 - ヨコオタロウ / 出版 - スクウェア・エニックス / 全3巻
1. 2013年12月19日発売 ISBN 9784757541122
2. 2014年4月25日発売 ISBN 9784757542921
3. 2014年10月25日発売 ISBN 9784757544505

### CD
DRAG-ON DRAGOON 3 Original Soundtrack
スクウェア・エニックス、2014年1月22日発売

### DLC
追加シナリオ
- ワン篇「壱の章」 2014年3月6日配信
- トウ篇「弐の章」 2014年3月6日配信
- スリイ篇「参の章」 2014年03月13日配信
- フォウ篇「肆の章」 2014年03月20日配信
- ファイブ篇「伍の章」 2014年03月27日配信
- ゼロ篇「零の章」 2014年04月03日配信

ゼロの追加衣装
- ニーアの服、フリアエの服 2013年12月19日配信
- マナの服、エリスの服 2014年1月9日配信
- カイネの服、カイムの服 2014年1月16日配信

ミハイルの被り物
- 東京タワー 2013年12月19日配信
- 赤さん 2014年1月9日配信
- 実験兵器7号 2014年1月16日配信

アレンジBGMセット
- DOD1アレンジBGMセット 2013年12月19日配信
- NieRアレンジBGMセット 2014年1月9日配信
- DOD3アレンジBGMセット 2014年1月16日配信

## 派生作品

### 漫画

#### どらっぐ おん どらぐーん ウタヒメファイブ
原作 - 映島巡 / 作画 - IsII / 監修 - ヨコオタロウ / 出版 - スクウェア・エニックス / 全3巻
『月刊ビッグガンガン』にて2013年Vol.05から2015年Vol.01まで連載された。全16話。『ドラッグオンドラグーン3』の前日譚となる物語であり、ワンたちが世界各地の領主を討伐する旅をしていた頃の様子が描かれている。一見して萌えやコメディを前面に押し出しているが、その実本編を髣髴とさせる陰惨で過激な描写が見られる。
あらすじ
『DOD3』本編より約2年前。ウタウタイ姉妹の5人は姉である「ゼロ」を倒す力を手に入れるべく、教会都市にあるという「メルクリウスの扉」を目指していた。
各地で圧政を敷く領主たちを討伐しながら旅をしていた5人は、魔術師「パルティシオン」や、面倒見の良いドラゴン「ガブリエラ」を仲間に加え、謎の男「バルタス」に襲われながらも教会都市へとたどり着く。そこで姉妹たちは領主たちの襲撃に遭い、また「扉」の力による暴走も起こして窮地に陥るが、「ミカエル」と共に現れたゼロの協力もあってこれを脱する。最後はガブリエラが魔獣化することでバルタスを撃破し、そしてワンが「契約」と非常に似た行為でガブリエラの魔獣化を解除。結果として姉妹たちは新たな力を手に入れ、そして傷ついたゼロはミカエルに連れられてどこかへと消えていった。
主な登場人物
ウタウタイ姉妹（ワン・トウ・スリイ・フォウ・ファイブ）
各自の詳細は「#ウタウタイ」を参照。
「花」の力を宿すウタウタイの少女たち。『ウタヒメファイブ』では『DOD3』本編よりも幼い少女の姿で描かれており、また天使ではなく同名の特殊能力を駆使して戦っていた。メルクリウスの扉に取り込まれて暴走した際には天使たちを召喚して戦い、さらに『DOD3』本編と同程度の体格まで成長を遂げる。
ガブリエラ
オネエ言葉で話す紫のドラゴン。ドラゴンに性別は無いはずだが、ワンと自分を指して「女同士」と称するなど、本人が自覚・自称している性別は女性のようである。姉御肌で少しキツいように見えるところもあるが、根は優しく面倒見が良い。またワンのことは大切に想っているようで、彼女を守るために最後の願いを使って魔獣にまでなった。
パルティシオン
砂の国の領主に仕えていた魔術師の男。眼鏡を掛けた美形の青年だが、その姿は魔力によって維持しているものであり、本来の姿は老人である。領主とウタウタイたちの間で己の目的を果たそうとするも、ウタウタイの暴走に巻き込まれて頓挫。後にワンたちによって捕らえられたのか、教会都市の一室に繋がれた状態で歴史書のようなものの執筆にあたっている。
バルタス
厳つい風貌をした謎の男。フェアリーと共に領主からの命令を受けて行動している。本来の役目はメルクリウスの扉の番人。なおその姿は領主たちによって変じられており、本来は少年の姿をしている。ウタウタイやドラゴンすらも圧倒するほどの強大な力を持っていたが、魔獣化したガブリエラによって消滅させられる。
ベイス
砂の国の領主である肥満体形の男性。人間の子供の骨や皮や髪などを使って人形などのオブジェを作ることを趣味としている。なおスリイが人形作りに傾倒するようになったのは、このベイスの趣味との出会いが原因である。搭乗型のゴーレムを所持しており、討伐に訪れたワンたちをコレクションに加えようと自ら襲いかかるが敗北。醜く命乞いをするもワンによって殺される。
グレイ
山の国の領主である壮年の男性。言葉遣いが特徴的であり、日本語の所々に英語を混ぜるという所謂「ルー語」のような喋り方をする。槍が主武装。教会都市にてワンたちと交戦した際は圧倒的な力で彼女たちを追い詰めたが、天使「アルミサエル」の攻撃を受けて死亡する。
シャホル
森の国の領主である少年で、グレイの息子。無邪気な性格だが本性は残忍。魔法の腕輪を武器とする。教会都市での戦いではトウに致命傷を与えるが、暴走したウタウタイたちの力を前にして戦意喪失。「ファヌエル」に襲われかけていたところをカエルラに救われるが、彼女に生命力を吸収されて死亡した。
カエルラ
海の国の領主である年齢不詳の美女。熟練の魔術師であり、常に超然とした余裕に満ち溢れている。またグレイとパルティシオンの師匠でもあるのか、2人から「マスター」と呼ばれる場面もあった。過去にメルクリウスの扉の封印を解こうと試みたことがあり、その際にバルタスを発見、回収している。その正体は老婆であり、他者の生命力を奪うことて若さを保っている。教会都市での戦いではワンと戦い彼女を追い詰めるが、混乱に乗じたパルティシオンの手によって殺害さる。
ゼロ
ウタウタイ姉妹の長女。妹たちを生み出してから（花の力を株分けしてから）あまり時間が経っていないため、『DOD3』本編の頃と比べると「花」の力が弱く、体外に発現していない。しかしそれでも妹たちよりは大きな力を持っているようで、ガブリエラからは「バケモノ」と称されていた。
本編同様に妹たちの抹殺を掲げていたが、妹たちが「花」の力を暴走させたため一時休戦。その場に居た4羽の鳥にウタの力を与え、それを使って妹たちの暴走を止める。ワンと共闘してバルタスに立ち向かうも敵わず、ミカエルに連れられて教会都市を後にする。
ミカエル
ゼロと行動を共にする白いドラゴン。旧世界の言葉を解しており、バルタスが門番であることも知っていた。その理由は不明。

#### ドラッグオンドラグーン 死ニ至ル赤
脚本 - 映島巡 / 漫画 - ZET / 監修 - ヨコオタロウ / 出版 - スクウェア・エニックス / 全3巻
『ヤングガンガン』にて2013年6号から2014年16号まで連載された。全21話。『ドラッグオンドラグーン3』のA分岐の後日談であり、『ドラッグオンドラグーン1.3』へと続く物語となっている。なお単行本では各話の間にヨコオらスタッフによる対談が記載されており、そこで過去作の設定などが明かされている。
あらすじ
『DOD3』の物語から約100年後。世界には「赤目の病」と呼ばれる奇病が蔓延していた。人から人へと伝染するということ以外、発症する原因も治療法も予防法も判らないその病を根絶すべく、ウタウタイの少年「ワン」と、ダークエルフの青年「ネロ」は旅をしていた。
様々な土地へと赴いては赤目の病に罹患した者、またはその疑いを持つ物を殺し続ける2人だったが、赤目の病の脅威は一向に衰えない。そんな折に、「ワンこそが病の発生源である」ということがブラックドラゴンの口から告げられる。その事実に絶望したワンは死を選び、ネロに頼んで自らの首を落としてもらう。その後ネロはワンの首を手に旅を続けたようだが、詳しい消息は描かれずにこの物語は終わる。
主な登場人物
ワン
赤目の病の根絶を目指す青年。ウタヒメ「ワン」によって生み出された彼女のコピーであり、ウタウタイの力を有している。しかしコピーであるためかその力はあまり強くなく、またウタを使うとブラックドラゴンを呼び寄せてしまうこともあって滅多に使わない。
「天使の教会」を興した元宗主であり、後述する現宗主「フェイ」の曽祖父にあたる。また『DOD』シリーズに登場する双子、「セエレ」と「マナ」の高祖父でもある。彼の血筋は赤目の病を発症せず、それどころか赤目の病に罹患した者達を自在に操れるとされている。『死ニ至ル赤』の最後でネロに首を切断されており、アコールも死亡を確認したと語っている。しかしネロが持ち歩くその首の切断面には魔法陣が浮かんでおり、本当に死亡しているのか判然としない。
ネロ
ワンと行動を共にするダークエルフ。弓の名手。嗜虐的な性格の持ち主で、自分の手で世界を無茶苦茶にしたいと考えている。術に反応して体の紋様が刃と化して体を傷つけるという特異な現象が発生するが、詳細は不明。『ニーア ゲシュタルト/レプリカント』に出てくる由良正義（テュラン）の先祖が彼であることが、監修であるヨコオによって語られている。
フェイ
「天使の教会」の現宗主である女性。長らく幽閉されていたが、当時の宗主であった双子の兄「リュイ」の死によって宗主の座に就く。過去に父と祖父をワンに殺されており、その憎しみからワン達を始末しようとしたが返り討ちにされる。
クロエ
フェイの息子。フェイ共々ワンに殺害される。
カイム
小国カールレオンの王子。弛まぬ修練の末に人並み外れた剣技と力を身につけており、単純な戦闘力であればウタウタイであるワンよりも上だとされている。『DOD1.3』の主人公でもあり、『死ニ至ル赤』の後に彼がどうなったのかが『DOD1.3』にて描かれている。
フリアエ
カイムの妹。表向きは普通の少女だが、その内には狂的な性的衝動と兄であるカイムへの恋慕の情を抱えている。
シャーリ
フリアエに仕える侍女。カイムに思いを寄せている。ワンが訪れたことで赤目の病に罹ってしまい、ネロによって殺される。
ブラックドラゴン
ワンがウタの力を使うたびに現れる、凶悪なドラゴン。その目的はワンの殺害などではなく、ワンを襲撃することでよそへと逃亡させ、病を蔓延させることだった。
ワン（姉）
突如現れた、死んだはずのワンの姉。赤目の病によって歪んだ世界を正すために現れたと語り、歌の力で赤目の病によって変質した体を治す奇跡を見せる。その力によって患者の拠り所を作っていた。しかし、その姿は偽りであり、正体はネロの妹（名称不明）。奇跡も術によって作られた幻であり、拠り所も実際はおぞましい有様だった。

### 小説

#### 公式小説
執筆 - 映島巡 / 原案 - ヨコオタロウ / 監修 - ヨコオタロウ、名取佐和子
『ドラッグオンドラグーン3』公式サイト、または『ドラッグオンドラグーン ノベルプレリュード』に掲載された小説郡。全14編。作品集としての名称は無いため、ここでは仮称として「公式小説」と呼ぶ。
「ワン 鏡よ、鏡」を除く全ての作品が『DOD3』本編の前日譚となっており、本編では深く描かれなかったウタヒメたちと使徒の関係や、彼らの性格を垣間見ることができる。
『ドラッグオンドラグーン3』公式サイトに掲載された作品
- ゼロ－－終わりの雨と始まりの花
- ファイブ My Favorite Things
- フォウ 家族の肖像
- スリイ ワタシの人形は良い人形
- トウ きょうの料理
- ディト 醜悪なるこの世界
- デカート すべては貴女のために
- オクタ All You Need Is Joy
- セント 手のひらの宝石
- ミハイル ボクたちの失敗
- ワン 来訪者

『ドラッグオンドラグーン ノベルプレリュード』にて書き下ろされた作品
- ミカエル 消えゆく者達
- アコール 武器物語
- ワン 鏡よ、鏡

『ドラッグオンドラグーン3 ストーリーサイド』にも収録された作品
- ゼロ－－終わりの雨と始まりの花
- ワン 鏡よ、鏡

#### ドラッグオンドラグーン1.3
KADOKAWA/アスキー・メディアワークスより出版された書籍『ドラッグオンドラグーン3 設定資料集+ザ・コンプリートガイド』に掲載されている小説。全7編。「『ドラッグオンドラグーン3』のA分岐から繋がった場合の『DOD1』」が描かれており、「天使の教会」は存在するものの、「契約」という概念が存在していない。
各編の概要
「真紅の竜」
著 - 映島巡 / 原案 - ヨコオタロウ
カイムが赤い竜から竜の血を分け与えられ、人を越える強靭な肉体と竜の力を得る様子が描かれる。
「帝国との決戦」
著 - 菊地はな / 原案 - ヨコオタロウ
竜の力を得たカイムと援軍として駆けつけた竜の大群によって連合軍が帝国軍に勝利、戦争が終結するまでの物語。
「2年後の世界」
著 - 名取佐和子 / 原案 - ヨコオタロウ
戦争終結後の連合軍が竜を家畜や奴隷のように使役する様子が描かれ、それに対して竜たちが反抗を始める。
「正しく病んだ者達」
著 - 松下彩季 / 原案 - ヨコオタロウ
緑竜を従えてとある村を守るレオナールと、黄色い狂い竜を従えたアリオーシュの様子が描かれる。
「妹」
著 - 白本奈緒 / 原案 - ヨコオタロウ
竜の側に属し、銀の竜を従えて連合軍と戦うフリアエの様子が描かれる。
「竜の地」
著 - 映島巡 / 原案 - ヨコオタロウ
「天使の教会」の宗主として逃避行を続けるセエレとマナ。それと並行して黒い竜を追うカイムの様子が描かれる。
「Aエンディング」
著/原案 - ヨコオタロウ
赤い竜の最期が描かれる。
登場人物
カイム
『DOD1.3』の主人公となる青年。元は小国カールレオンの王子であり、祖国を滅ぼした赤い目の兵士たちと黒い竜への復讐を目的として連合軍の傭兵をしている。共に戦う兵士たちからの信頼は厚いようで、本人は否定しているが隊長という扱いを受けている。竜の血を得たことで強靭な肉体と圧倒的な力を手に入れるが、それと同時に徐々にその精神を病ませていくこととなる。最終的には妹であるフリアエのことすら認識できないようになり、復讐心のみで動く狂戦士となってしまった。
赤い竜（真紅の竜）
雪深い山中に独りで住んでいた竜種。自分が生きている意味を見いだせず長い時間を洞窟で静かに過ごしていたが、洞窟を訪れたカイムが見せた生への強い執着に惹かれて彼に血を分け与える。カイムに力を貸した後でも基本的には人間を蔑んでおり、連合軍の側で戦っているのも彼に付き従った結果にすぎない。またカイムに対しては自分が原因で気を狂わせてしまったことへの罪悪感をはじめ、様々な感情を抱いているようだった。
ヴェルドレ
連合軍所属の元下級神官。野心家。カイムという超人的な兵士を生み出した功績から神官長の座に就き、実質的な総指揮官にまで登りつめる。
フリアエ
カイムの妹。銀の竜を従え反連合軍の部隊長として戦っている。兄であるカイムに対して狂気に近い恋慕の情を持っており、その気持から戦場にて再会したカイムを追い、結果として命を落とす。
イウヴァルト
作中には登場せず、設定だけが存在している。フリアエがカイム以外で唯一心を許す存在であり、彼女の言葉にしか耳を貸さないとされている。また第五編『妹』には彼と同名の犬が登場しているが、こちらも彼同様、フリアエ以外の命令は聞かないようである。
レオナール
緑竜を従えた司祭。連合軍に追われて行き場を失った者たちからなる小さな村を守護している。筋骨隆々とした肉体と慈愛の心を持つ好人物として描かれており、人々からは慕われている。なお年端のいかない少年だけを集めた聖歌隊を作る・彼らに固執するなどといった描写があることから、『DOD1』と同様の性癖を持っていることがうかがえる。
アリオーシュ
狂い竜と化した黄色い竜を従えるエルフの女性。連合軍に家族を殺されたことで精神を病み、カニバリズムに傾倒するようになる。どの勢力に属しているのかがハッキリと示されておらず、助けたはずの村人を襲って食らうなど、その行動は狂気に満ちている。なおレオナールやアリオーシュ本人のセリフから、かつてはレオナールの守護する村に居たが何某かの理由で追放されたのだろうということが推測できる。また連合軍に追われていたというような描写があることから、少なくとも連合軍からは敵視されていたようである。
セエレ
「天使の教会」の司教である少年。マナと合わせて聖なる双生児と呼ばれ敬われているが、本人は「そんなものにはなりたくなかった」と語っている。また「天使の教会」において赤い目をしていない稀有な存在でもある。兄として妹マナを守らなくてはという責務を感じている反面、マナを母親からの愛を奪う存在だとも感じており、内心彼女を疎んじている。
マナ
「天使の教会」の司教である少女。「天使の教会」の初代宗主と瓜二つの容姿をしており、セエレと合わせて聖なる双生児と呼ばれ敬われている。かつてはその瞳の色から母親に疎まれていたが、マナが教会に迎え入れられたことで母親が聖母様として崇められるようになり、それがキッカケとなって母からの愛を受けられるようになった。
黒い竜
カールレオンを滅ぼした竜であり、カイムにとって最大の仇。連合軍と帝国軍の戦いに加担する・人間たちに虐げられても黙って従う・「天使の教会」の残党に助力するなど、赤い竜に言わせると「不可解」な行動をし続ける。その目的は自身も罹患している赤目の病を竜に蔓延させ、世界を滅ぼすことだった。

#### ドラッグオンドラグーン3 ストーリーサイド
著 - 映島巡 / 監修 - ヨコオタロウ / 出版 - スクウェア・エニックス
本作の小説版。基本的な展開は本編のD分岐と近しいが、A分岐にあったワン（弟）によるゼロの殺害や「天使の教会」の設立がなされたり、B分岐で生まれた契約の概念も合わせて登場するなど、ほぼ全ての分岐の内容を包括したような物語となっている。また、これらの要素に加えて「封印の女神制度」や「大いなる時間」の話題が出ることから、『DOD3』で描かれた結末の中では最も矛盾なく『DOD1』へと繋がる物語となっている。